# Koumassi (Douala I)
Pour les articles homonymes, voir Koumassi (homonymie).
Koumassi est un quartier de la ville de Douala au Cameroun, situé dans la région du Littoral et le département du Wouri, arrondissement de Douala Ier.

## Géographie
Koumassi est situé dans l'arrondissement de douala 1er, à proximité du quartier Bali, précisément au nord-ouest du village Bonadouma. Le quartier est desservi par la Rue de Koumassi qui relie suivant un axe sud-nord, du boulevard de la Besseké (route nationale 3) au sud à la Rue Joss au nord. Le quartier est limité au nord par l'Avenue Douala Manga Bell qui le sépare de Bali. Au sud, les rue de Koumassi et rue de Bell marquent la limite avec le quartier de Nkondo.

## Institutions
Fonds National de l'emploi , une entreprise spécialisée dans l'accompagnement pour les étudiants et chercheurs d'emplois.

## Édifices, bâtiments, parcs et jardins
Eneo Koumassi
Parcs Des Princes Bali, c'est le lieu culte de célébration de plusieurs évènements à la fois culturelles et sportif à l'exemple de Ngondo, du Domaf (il y a quelques années) et des concerts.
Hypermarché Super U Bali

## Éducation
Le lycée technique de Koumassi, se trouve sur l'avenue Douala Manga Bell et se faisait appeler lors de sa création en 1928 « école professionnelle de Douala ». Cette appellation change au profit de lycée technique en 1962. Depuis sa création en 1992, cet établissement d'enseignements techniques a connu plusieurs orientations.
Il faut également citer :
- l’école primaire samaritaine Njo Njo;
- le lycée Dominique-Savio.

## Économie
Le quartier abrite les installations de la compagnie d’électricité Enéo, de la compagnie des eaux Camwater et des brasseries du Cameroun.

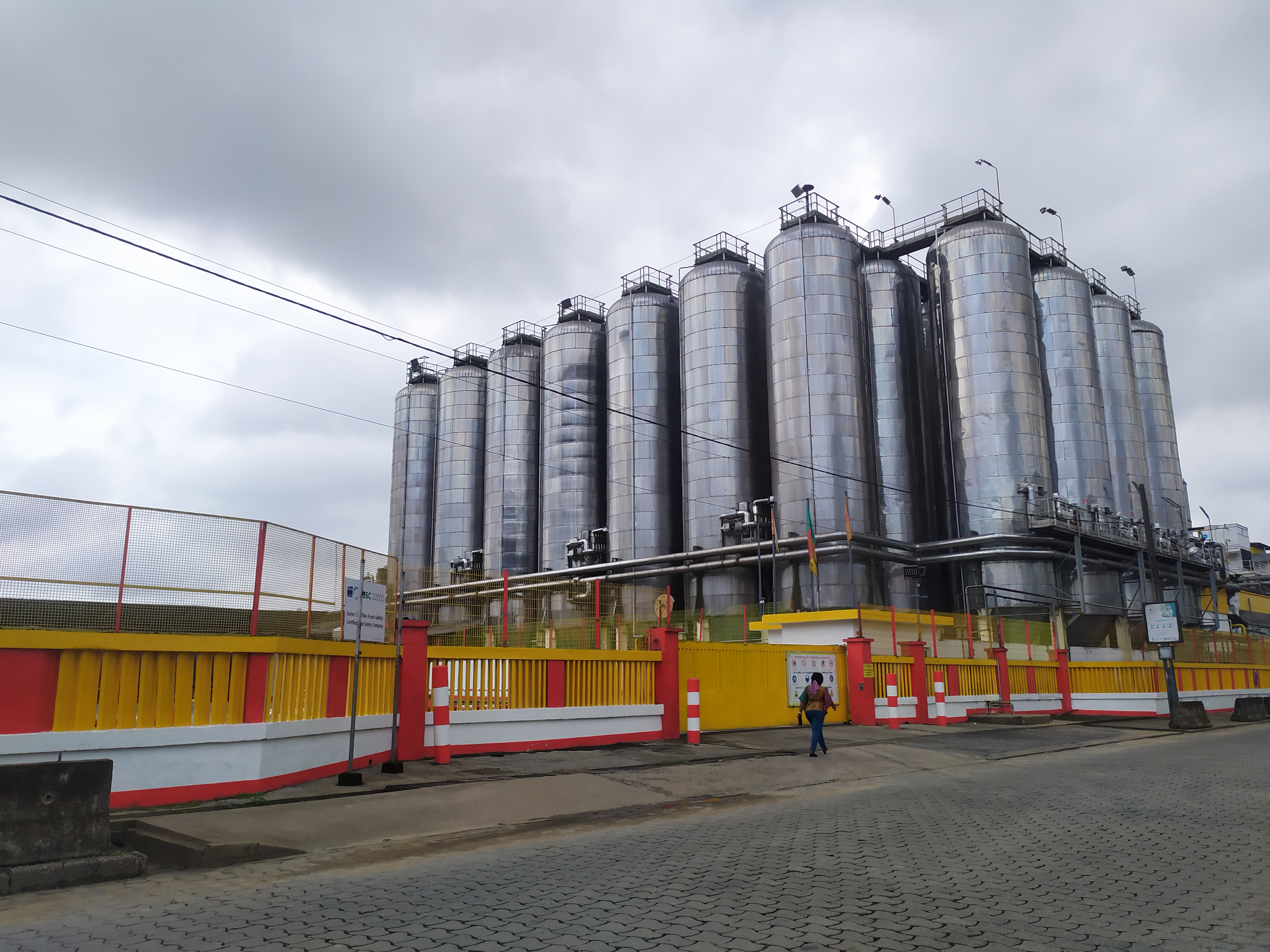
Brasseries du Cameroun
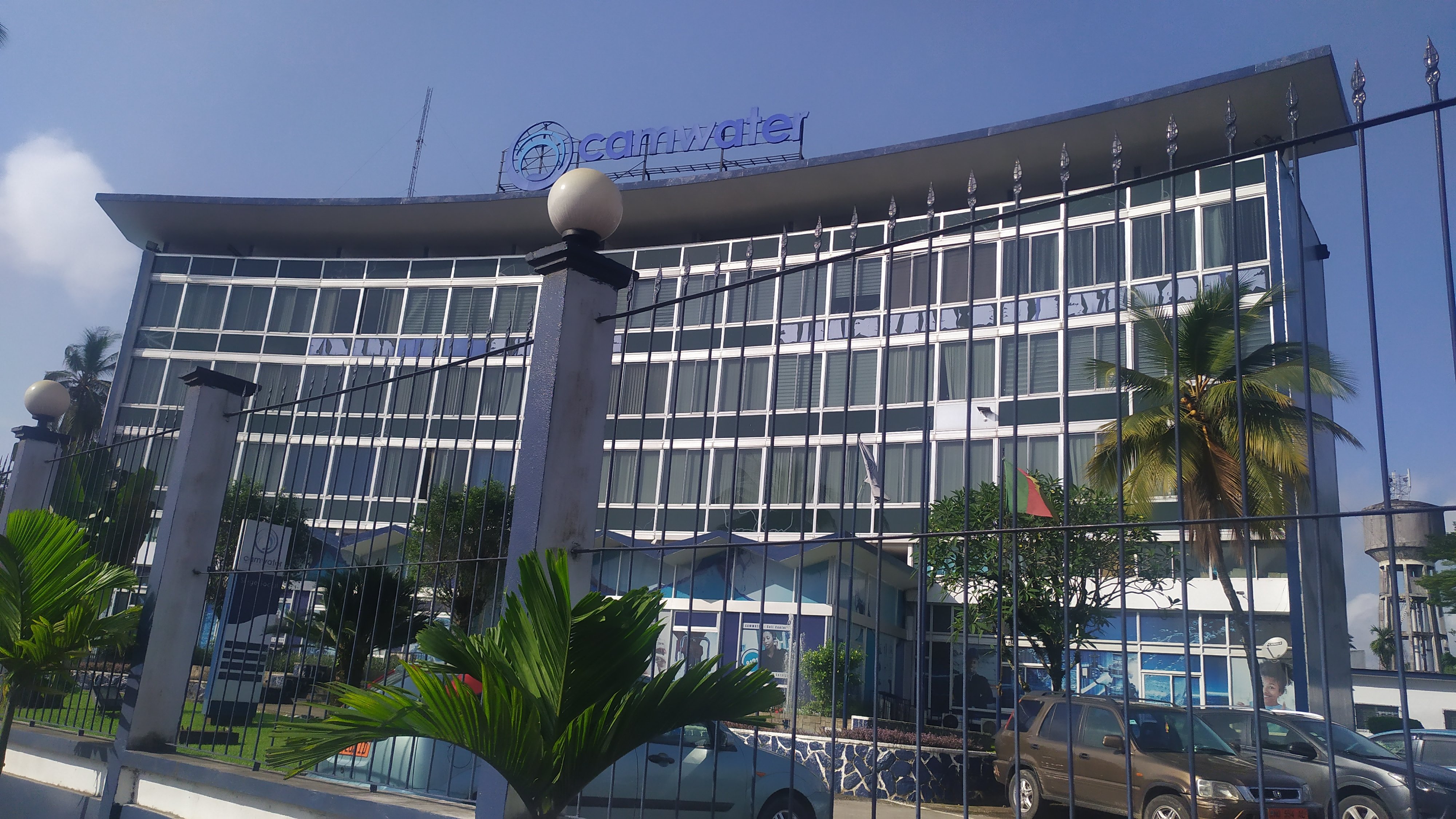
Camwater Douala
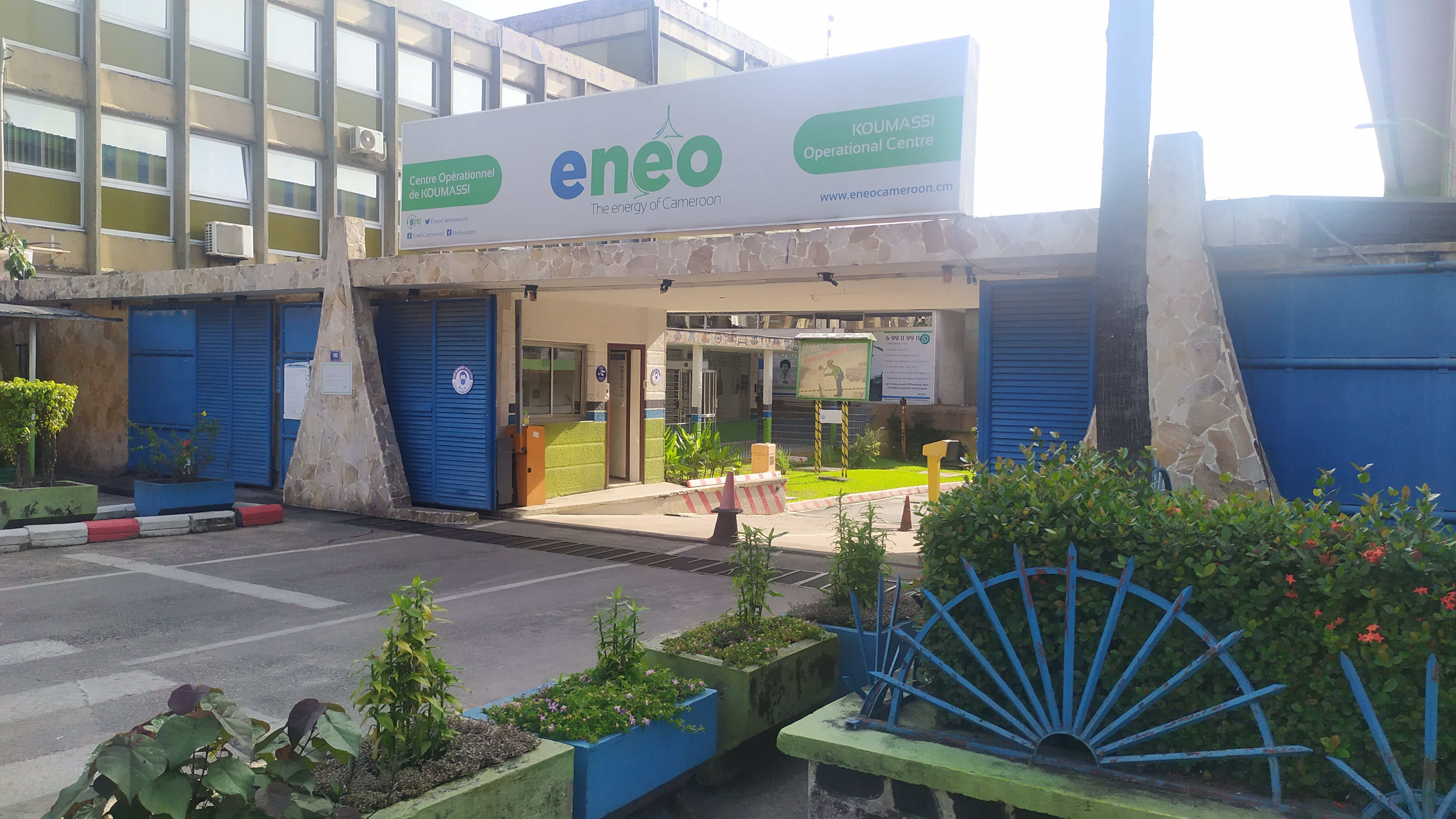
Enéo
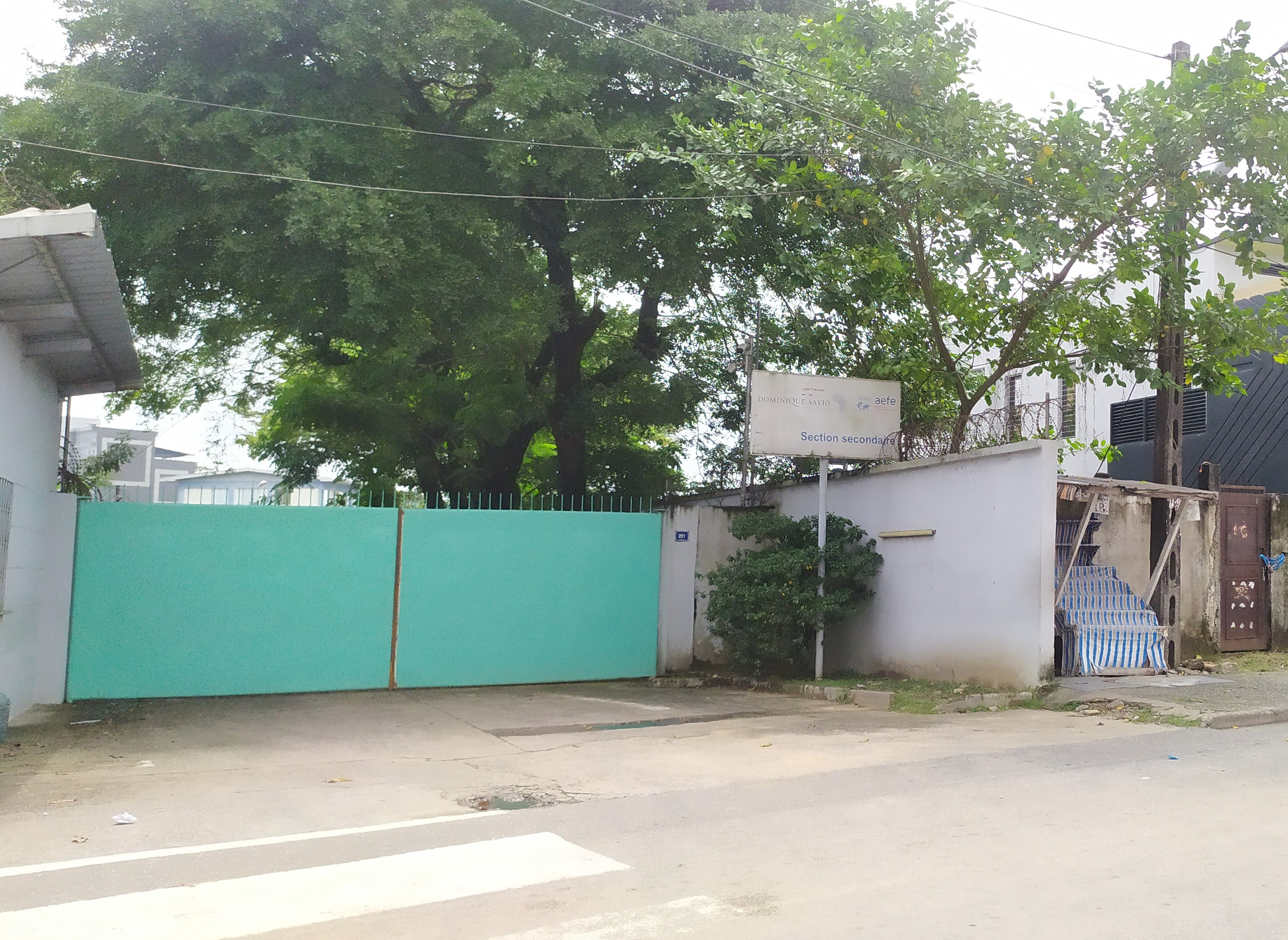
Lycée français Dominique Savio

## Santé
Pharmacie de Koumassi
Clinique de Koumassi